# Microlera yayeyamensis
Microlera yayeyamensis là một loài bọ cánh cứng trong họ Cerambycidae.